# Eskilstuna folkhögskola
Eskilstuna folkhögskola är en externatskola och har Landstinget Sörmland som huvudman. Skolan finns i Munktellstaden i Eskilstuna.

## Kurser
Skolan har allmän kurs och utbildningar inom musik, estetiska ämnen (konstlinjen, textilutbildningar med mera) och Recycle Design - Återbruk.

## Historia
Eskilstuna folkhögskola startade 1962 som en filial till Gripsholms folkhögskola i Mariefred och blev en självständig skola 1979.